# 我らの時代の歌
『われらの時代の歌』（ロシア語: Песни наших дней） 作品76 は、セルゲイ・プロコフィエフが作曲した組曲。

## 概要
ソビエト連邦の作曲家には愛国的、政治宣伝的な内容のテクストを用いて大衆が歌えるような楽曲を生み出すことが求められていた。プロコフィエフのそうした作品の第1作は6つの歌 作品66であり、本作は作品66に続く第2作目である。この2作の間には非政治的な作品も書かれているが、『十月革命20周年記念のためのカンタータ』のようなさらに規模の大きな政治的楽曲も作曲されている。
曲には様々なテクストが用いられており、作家サムイル・マルシャークの作品は質が高い一方で、体制側の詩人だったヴァシリー・レベジェフ＝クマチによる部分には疑問符が付く。さらにウクライナやベラルーシの民謡であるとして共産党の機関紙『プラウダ』から採られた箇所もあるが、これはおそらくアレクサンドル・マシストフが創作したものであろうと思われる。
初演は1938年1月5日にモスクワにおいてアレクサンドル・ガウクの指揮により行われた。しかし、テクストにスターリンの名前があることから、フルシチョフ体制後にスターリンへの言及が禁じられた1950年代から1990年代までは演奏されることがなかった。
全曲がハ長調もしくはト長調で書かれた旋律豊かな明るい作品となっており、ショスタコーヴィチが当局からの圧力に従って書いた当局向け作品に比べて逞しい音楽となっている。プロコフィエフは1937年の大晦日にプラウダへ寄稿した記事に「社会主義時代の理想に合致する音楽語法を探索することは容易な仕事ではない。しかし非常に興味深い仕事である」と書いており、容易く当局の期待するような作品を作曲することができたようである。

## 楽曲構成
8曲から構成される。演奏時間は約26分。
1. 行進曲
2. 橋を越えて
3. さらば!
4. 黄金のウクライナ
5. 兄弟のための兄弟
6. 乙女たち
7. 20歳
8. 子守歌
9. 10月の炎